# Real Muthaphuckkin G's
Real Muthaphuckkin G's (nella versione censurata Real Compton City G's) è un brano West Coast rap del gangsta rapper Eazy-E, pubblicato durante il 1993 come singolo tratto dall'album It's On (Dr. Dre) 187um Killa.

## Il brano
La traccia, considerata come una delle migliori del rapper, è un dissing indirizzato a Dr. Dre e alla Death Row Records (etichetta che Dre aveva fondato un anno prima), in risposta al dissing di Dr. Dre Fuck Wit Dre Day del 1992 in cui faceva apparire Eazy-E come "Sleazy-E", un uomo alla disperata ricerca di denaro e disposto a fare di tutto pur di guadagnare soldi. Per tutta risposta nel video della canzone, Eazy mostra alcune foto di Dre, del periodo in cui quest'ultimo faceva parte della World Class Wreckin Crew una crew electro funky dove Dre indossava abiti sgargianti ed appariva truccato. Tramite queste foto imbarazzanti Eazy definì Dre una "checca", durante la canzone.
Oltre a Dr. Dre nella traccia ci sono diss indirizzati anche a Snoop Dogg (altro membro della Death Row sotto contratto all'epoca), di cui una parte dice: «you're like a kid, you found a pup and now you are dapper, but tell me where the fuck ya found an anorexic rappa!» ("sei come un bambino, hai trovato un cucciolo e ora sei elegante, ma dimmi dove cazzo hai trovato un rapper anoressico!") in riferimento al fisico magro di Snoop e al come Dre l'ha reso famoso.

## Video
Il videoclip musicale della canzone, scritto e diretto da Marty Thomas, venne girato a Compton. Il video si apre con delle inquadrature aeree delle strade di Compton e dintorni, piene di gangster, e della linea metropolitana Blue Line di Los Angeles. Sono inoltre presenti vari camei: Kokane, Rhythm D, Cold 187um, Dirty Red, Krazy Dee, Steffon, H.W.A., DJ Slip dei Compton's Most Wanted, Young Hoggs, Blood of Abraham, K9 Compton e Tony-A.

## Classifica
| Classifica (1993–94)  | Posizione |
| --------------------- | --------- |
| Billboard Hot 100     | 42        |
| Hot R&B/Hip-Hop Songs | 12        |
| Hot Rap Songs         | 2         |